# 더 미스트
《더 미스트》(영어: The Mist)는 2017년에 방영된 미국의 SF 공포 드라마이다.